# Hawker Typhoon

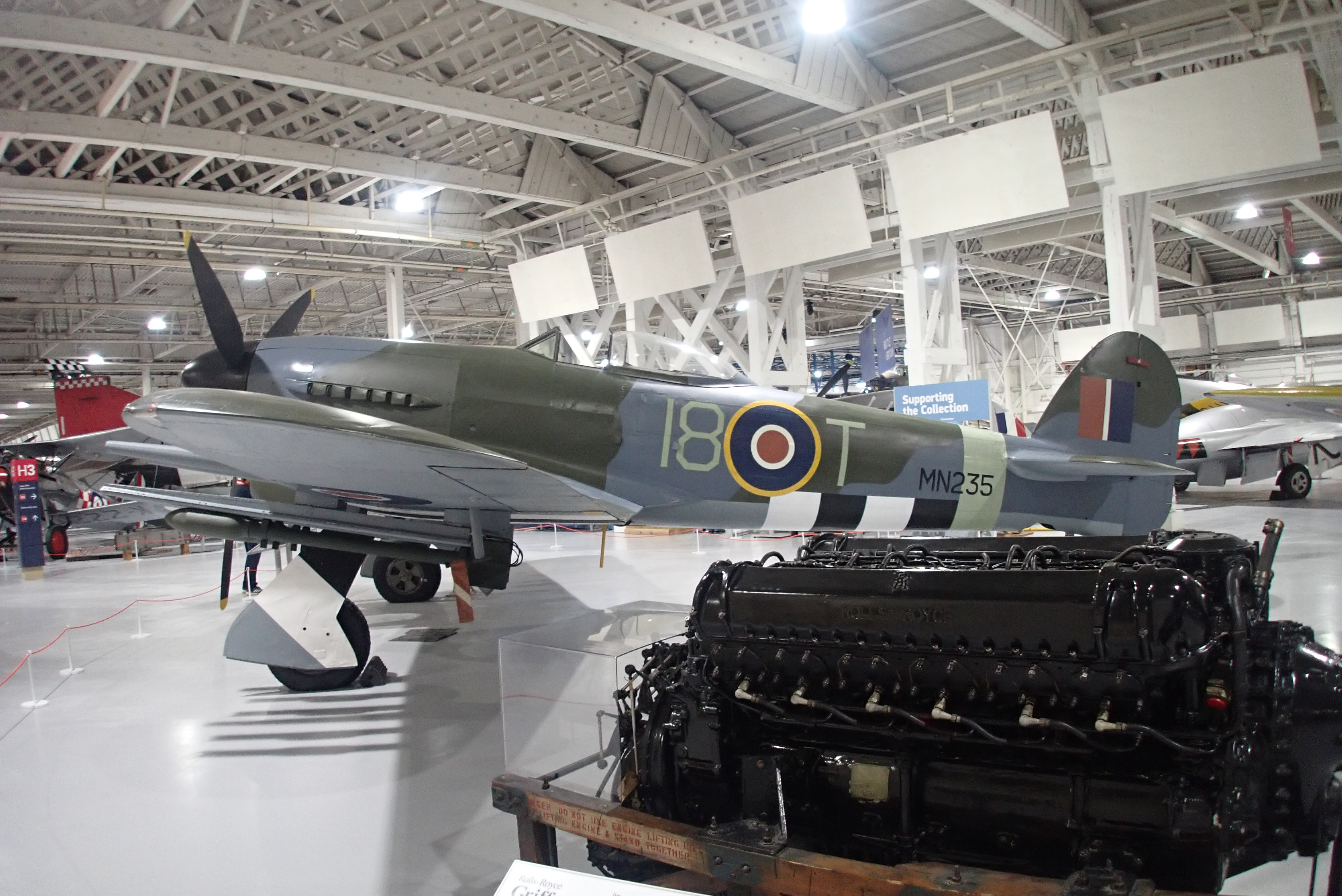
Hawker typhoon T.1B RAF museum London

Hawker Typhoon byl britský jednomístný stíhací letoun sloužící v britském RAF během druhé světové války. Do služby byl zaveden roku 1941. Ve druhé polovině války se z něj stal jeden z nejúspěšnějších letounů používaných při útocích na pozemní cíle. Byl to první britský stíhací letoun s rychlostí přesahující 400 mil za hodinu.

## Vývoj

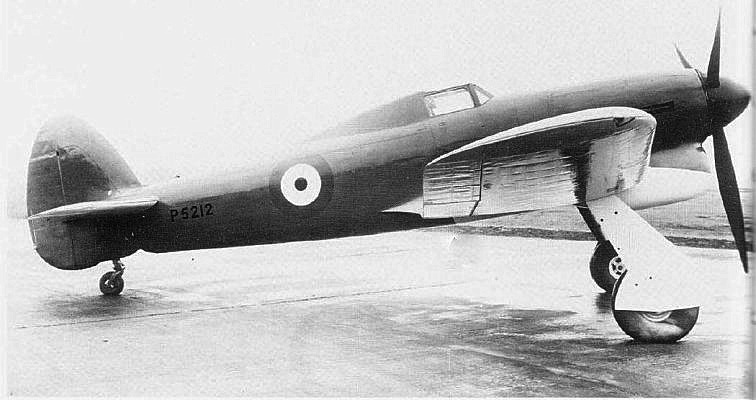
První prototyp Typhoon P5212 před prvním letem

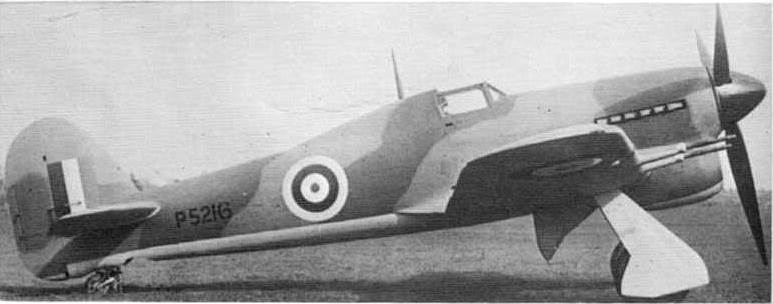
Druhý prototyp P5216 ve standardní kamufláži RAF v roce 1941.

Letoun Hawker Typhoon vznikl pod vedením šéfkonstruktéra firmy, kterým byl Sydney Camm (později sir Sydney). Ten již předtím stál, mimo jiné, i u zrodu dnes již legendárního stíhacího letounu Hawker Hurricane. Typhoon byl odpovědí na specifikace F.18/37, požadující výkonný a kanóny silně vyzbrojený jednomístný stíhací letoun. Typhoon vznikal souběžně s typem Hawker Tornado, vyvíjený podle týchž specifikací, ale poháněný jiným letecký motorem (šlo o projekty rozlišené písmeny N a R, první vznikal pro motor Napier Sabre, druhý pro kapalinou chlazený dvacetičtyřválec do X Rolls-Royce Vulture). Z tohoto projektu posléze vznikl Hawker Typhoon (první sériově vyráběnou verzí byl Typhoon Mk.IA, ta nesla výzbroj dvanácti kulometů Browning ráže 7,7 mm), první prototyp (s/n P5212) poprvé vzlétl 24. února 1940. Stroje měly v počátcích mnoho potíží, hlavně s prvními motory Napier Sabre II, které se dlouho nedařilo dodávat v požadované kvalitě — problémy, zejména s šoupátkovým rozvodem, měly za následek časté poruchy a nízkou životnost motoru. Tyto, ale i další, problémy způsobily několik havárií, které si vyžádaly i život několika pilotů.

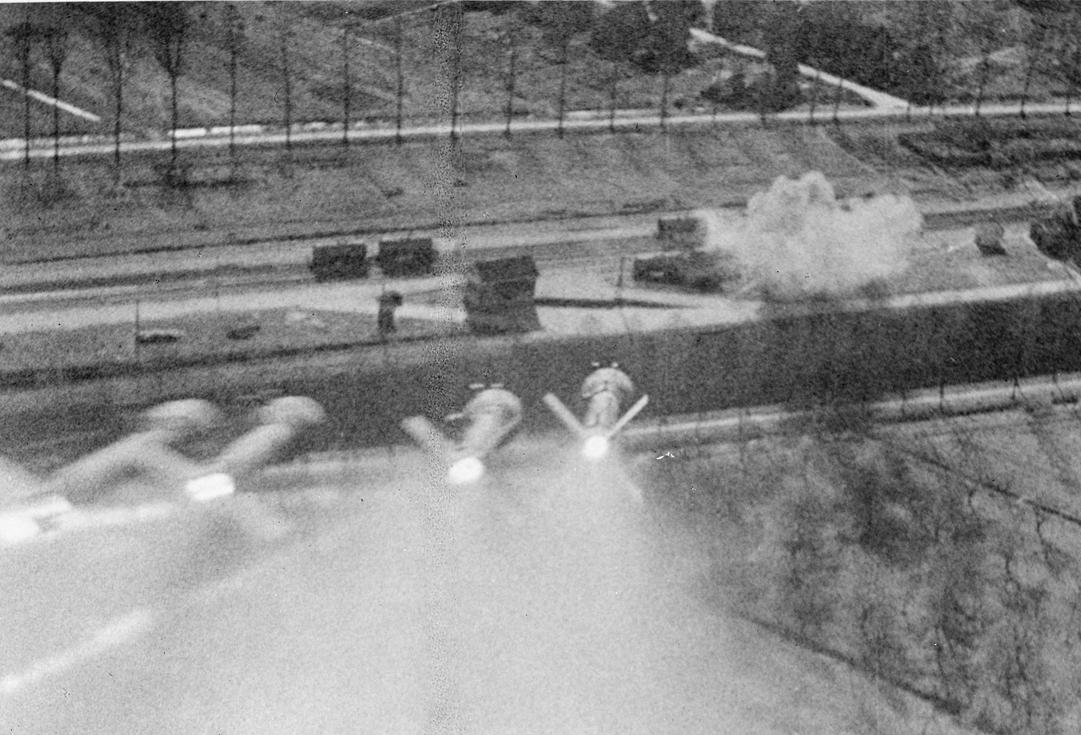
Salva neřízených raket z letounu Hawker Typhoon.

Přestože časem byly problémy ve většině zcela odstraněny, špatná pověst typu již zůstala, nikdy se z něj nestal tak oblíbený typ, jako byly Hurricany a Spitfiry. Tyto problémy byly však vyřešeny a z Typhoonu Mk.IB (Mk.IB byl vyzbrojen čtyřmi 20mm kanóny) se stal nejrychlejší letoun v RAF (před nástupem Tempestů - přímo vyvinutých z Typhoonů) se spolehlivým motorem (konečně). Typhoon měl relativně tlustý profil křídla, který způsoboval značný odpor a typ tak nikdy nedosáhl původně proponovaných rychlostí. Navíc, díky slabším výkonům motoru, neměl ani ve výškách nad 5000 metrů potřebnou stoupavost a výkony nad touto výškou již byly slabší; ovšem v malých výškách se jednalo o skutečně jen těžko překonatelného soupeře, který se mohl směle postavit i typu Fw 190A.
Británie v té době byla častým cílem náletů německých stíhaček které přilétaly v přízemním letu, odhodily pumy a rychle se vracely do Francie, těsně nad hladinou Anglického kanálu. Britové konečně měli stroj, kterým mohli účinně odpovědět na tyto útoky. Poté, co byly nepřátelské stíhačky zjištěny radary pozemních základen, nebo hlídkujícími letadly, Typhoony okamžitě začaly na plný plyn pronásledovat nepřítele a se svojí maximální rychlostí ve vodorovném letu nepřítele dostihly a po krátkém boji se svou velmi dobrou obratností, ovladatelností v malých výškách a svými čtyřmi kanóny ráže 20 mm stíhače zničily. Typhoony byly také hojně nasazovány proti pozemním cílům, k čemuž je předurčovala silná kanónová výzbroj. Typhoony často létaly a nesly proti pozemním cílům i osm neřízených raket s hlavicí HE/SAP o váze 27 kg, což z nich činilo opravdu ničivý stroj. Letoun, který byl na počátku téměř zcela stažen ze služby, nakonec používalo 25 squadron britské 2nd TAF (Second Tactical Air Force, 2. taktická letecká armáda).

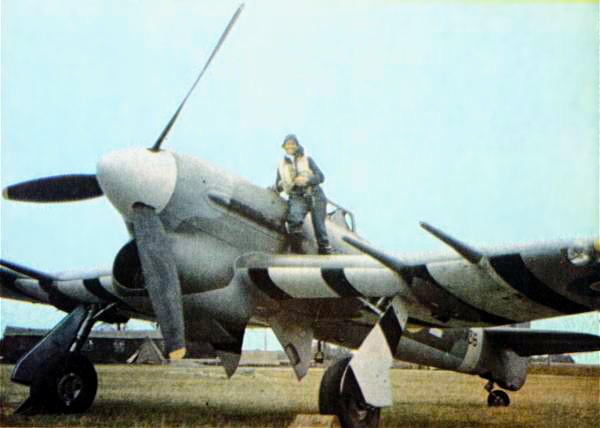
Vzácná barevná fotografie neznámého Typhoonu

Na podzim roku 1942 byly zahájeny zkoušky dvou tropikalizovaných Typhoonů Mk.IB (sér. č. R8925 a R8889) s přimontovanými suchými prachovými filtry Vokes před vstupy vzduchu ke kompresorům pístových motorů Napier Sabre II. Oba stroje však skončily haváriemi a jako neopravitelné se z nich staly instruktážní draky. Firma Hawker proto z licenční produkce u společnosti Gloster vyčlenila další tři exempláře (R8891, DN323 a EJ906). Tyto letouny navíc opatřené pouštní kamufláží byly v kontejnerech přepraveny lodí do Casablancy spolu s doprovodným týmem techniků a zkušebních pilotů tvořících útvar Typhoon Tropical Trials Flight. Po kapitulaci Němců a Italů v Severní Africe byly přelétnuty do Egypta na letiště Cairo West kde proběhla úvodní fáze zkoušek. Poté byly přemístěny na základnu RAF Aboukír k jednotce 103 MU. Následně byl TTTF převelen ke squadroně RAAF č. 451 s letouny Hawker Hurricane Mk.IIC, kde měly proběhnout testy v bojových podmínkách. Během zkoušek se však suché filtry Vokes, umístěné v pouzdrech za chladičem glykolu a oleje, ukázaly jako málo účinné a motory tak trpěly nasávaným jemným prachem. Technici proto na jednom Typhoonu vyzkoušeli olejový filtr z bombardéru Martin B-26 Marauder. Filtr fungoval perfektně, proto byla firma Vokes vyzvána k urychlené výrobě modifikovaných olejových filtrů pro testované Typhoony. Po jejich instalaci testy pokračovaly do září 1943, v říjnu byly všechny tři stroje ze stavu 451. perutě vyřazeny. Tropické zkušební Typhoony byly následně přelétnuty k jednotce 161. MU umístěné ve Fayidu. Stroj EJ906 byl jako nezpůsobilý letu odepsán v únoru 1944, v srpnu byl zničen havárií R8891 a zároveň uzemněn DN323.

## Technický popis

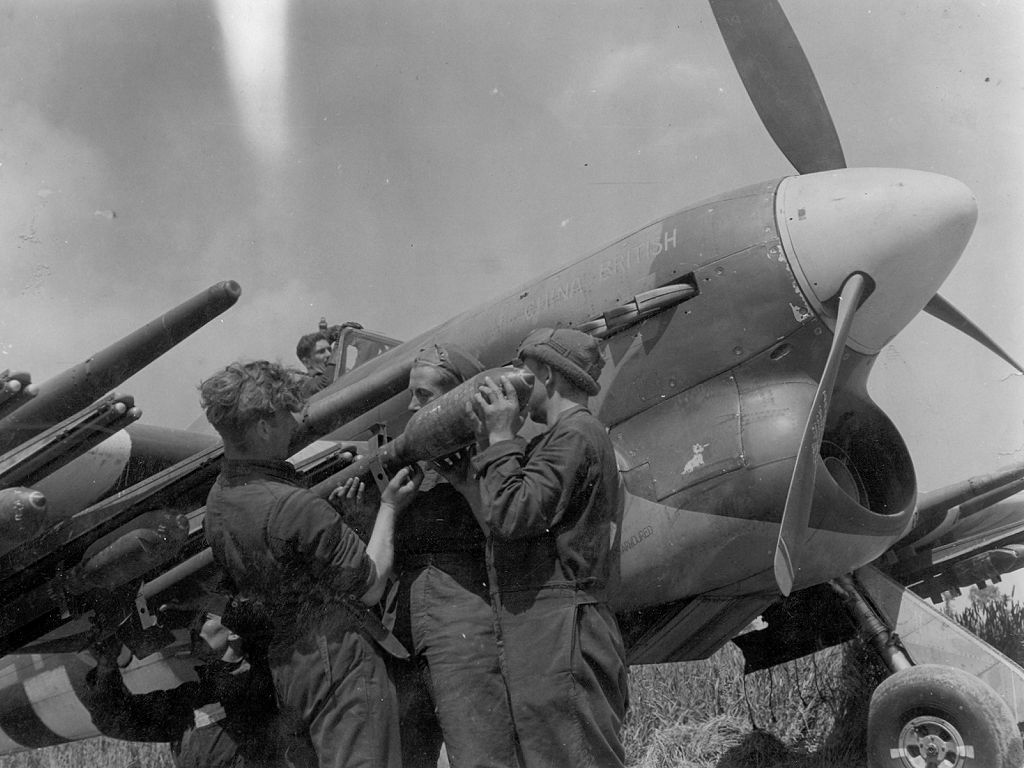
Červenec 1944 - Typhoon je přezbrojován před bojovým letem během operace Overlord.

Jednomístný jednomotorový celokovový stíhací dolnoplošník se záďovým zatahovacím podvozkem, poháněný pístovým motorem — kapalinou chlazeným čtyřiadvacetiválcem Napier Sabre. Ten roztáčel třílistou (později čtyřlistou Rotol) automaticky stavitelnou vrtuli o průměru 14 stop (4,267 m). Bohatě prosklený rámový překryt kabiny zpočátku měl na obou bocích trupu vstupní dveře. Později letouny dostávaly kapkovitý překryt kabiny odsunovatelný vzad.

## Nasazení
První sériové Typhoony převzala 21. září 1941 squadrona č. 56 v Duxfordu a poté č. 609. Na jaře 1942 pak perutě č. 266 a 182.
Jediným československým pilotem létajícím na Typhoonech byl S/Ldr. Jiří Maňák, který předtím létal na Spitfirech. Poté velel letce B u 182. squadrony, vyzbrojené Typhoony. Byl pověřen velením 198. squadrony na základnách Woodvale a Martlesham Heath, taktéž vyzbrojené Typhoony Mk.IB (stal se tak jedním ze tří Čechoslováků, kteří veleli britské peruti). V této funkci byl v září roku 1943 sestřelen u nizozemských břehů, kde s Typhoonem (TP-N, JP613) nouzově přistál na vodu. Byl zajat Němci a zbytek války přežil v zajetí. Po válce ještě létal, než byl komunistickým režimem v roce 1951 křivě obviněn z vlastizrady. Roku 1964 byl rehabilitován a mohl se vrátit do Československých aerolinií. Od roku 1965 létal na vnitrostátních a od roku 1968 i na mezinárodních linkách. Po nástupu normalizace musel odejít do penze. Zemřel v roce 1992.

## Specifikace (Typhoon Mk.IB)

Hawker Typhoon

### Technické údaje
- Osádka: 1 (pilot)
- Rozpětí: 12,67 m
- Délka: 9,74 m
- Výška: 4,67 m
- Nosná plocha: 25,92 m²
- Hmotnost prázdného letounu: 4010 kg
- Vzletová hmotnost : 5375 kg
- Maximální vzletová hmotnost: 6341 kg
- Pohonná jednotka: 1 × kapalinou chlazený přeplňovaný čtyřdobý 24válcový motor s šoupátkovým rozvodem s válci do H Napier Sabre IIC
  - Výkon motoru: 2180 hp (1625 kW)

### Výkony
- Maximální rychlost: 665 km/h ve výšce 3505 m
- Dostup: 10 730 m
- Počáteční stoupavost: 13,4 m/s
- Dolet: 820 km

### Výzbroj
- 4× kanóny Hispano Suiza Mk.II ráže 20 mm, každý se 140 náboji na zbraň
- 2 × letecká puma do celkové hmotnosti 908 kg nebo
- 8 × neřízená raketa RP-3